# Pasulj

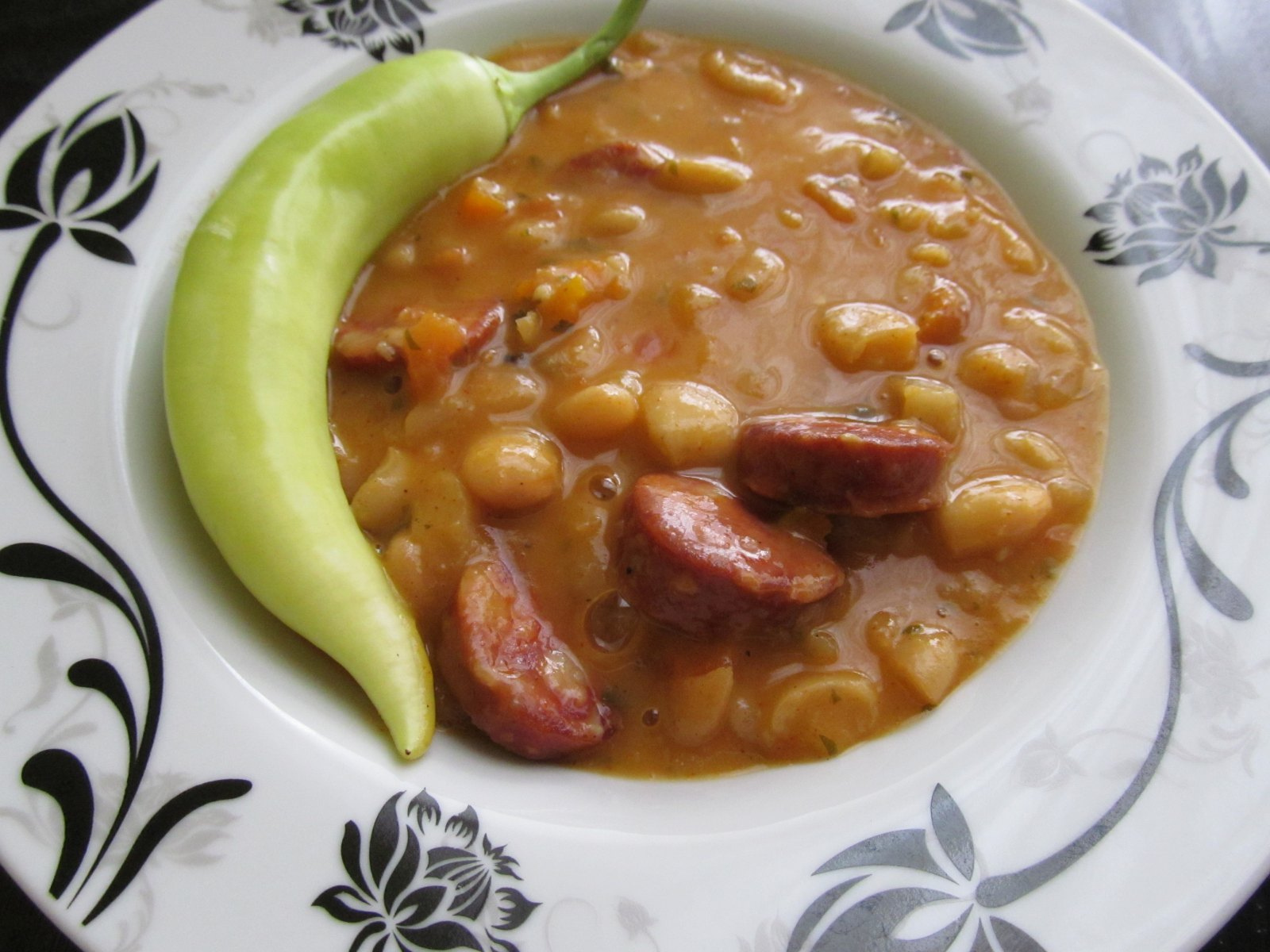
Prato com pasulj

O pasulh (em servo-croata:  pasulj) é uma sopa de feijão-manteiga (feijão “tetovac”) tradicional da Sérvia, que inclui vegetais e opcionalmente carne. 
O feijão é cozido em bastante água com um osso de presunto ou salsicha fumada (ou apenas com sal e pimenta) durante bastante tempo, em fogo lento. Quando o feijão está cozido, juntam-se batatas, cebola, alho picado, cenouras e aipo partidos em “juliana” e deixam-se cozer em fogo brando. Quando macios, se a sopa estiver ainda muito aguada, mesmo depois de triturar parcialmente o feijão e os vegetais, pode engrossar-se com "zafrig", ou seja, um roux feito com óleo e farinha e aromatizado com páprica (fora do lume), a que se junta uma parte da sopa, mistura-se e junta-se ao resto da sopa. Se o feijão tiver sido cozido com ossos ou salsicha, estes devem ter sido retirados e a carne partida em pedaços e junta à sopa.